# Newport Jazz Festival
Newport Jazz Festival er en jazzfestival, som hver sommer afholdes i Newport på Rhode Island i USA. Festivalen blev oprettet i 1954 af Elaine Lorillard, der sammen med sin mand Louis Lorillard, finansierede festivalen i mange år. Parret ansatte jazzimpresario George Wein til at organisere festivalen og hjælpe med at tiltrække jazzmusikere til turistbyen.